# 15 (албум)
15 је петнаести албум Драгане Мирковић, издат је 1999. године.
Због техничких проблема албум је издат у фебруару 1999. године, тиме је нарушена традиција издавања албума на сваких годину дана. Петнаеста година на естради и петнаести албум, због тога, Драгана га је симболично назвала 15, као што је био случај и са јубиларним десетим No. 10. С обзиром да је албум издао Гранд у копродукцији са ПГП-ом Драгана се често појављивала у Грандовим емисијама, имајући јако занимљиве кореографије, као што је било излажење на сцену из латица огромне руже. Промоцију албума је усмерила на Грандове емисије, па је снимила само један спот, за песму „Данима”, док је за песму „Нема те, нема” спот урађен од снимака са концерта у Хали Пионир. Разлог што је албум испратио само један спот и лошија промоција била је и НАТО агресија на Србију у марту. Поред наведених песама, издвојиле су се иː „Да ли знаш” и „Још си мени драг”.
Песма „Плаче ми се” се нашла само на ЦД верзији албума.

## Списак песама

#### ЦД Верзија
1. У години 
(З. Тимотић - В. Петковић - арр. З. Тимотић)
2. Колико је преварених 
(З. Тимотић - Р. Пајић - арр. З. Тимотић)
3. Данима 
(Х. Алијевић - Љ. Цебаловић - арр. З. Тимотић, Beat Street)
4. Било чија 
(З. Тимотић - В. Петковић - арр. З. Тимотић)
5. Отров и мелем 
(Традиционал - Баша - Д. Абадић)
6. Остављени 
(З. Тимотић - В. Петковић - арр. З. Тимотић)
7. Да ли знаш 
(Д. Брајовић - Д. Брајовић - арр. З. Тимотић)
8. Нема те нема 
(Dream Team - Н. Преочанин - арр. Dream Team)
9. Још си мени драг 
(С. Симеуновић - С. Симеуновић - арр. З. Тутуновић)
10. Нема ватре 
(З. Тимотић - Д. Брајовић - арр. З. Тимотић)
11. Када те угледам 
(Д. Брајовић - Д. Брајовић - арр. З. Тимотић)
12. Бог зна 
(Катана С. Цици - Ј. Катана - арр. Катана С. Цици)
13. Плаче ми се 
(Х. Алијевић - Љ. Цебаловић - арр. З. Тимотић)

### Касетна верзија

#### А Страна
1. У години 
(З. Тимотић - В. Петковић - арр. З. Тимотић)
2. Колико је преварених 
(З. Тимотић - Р. Пајић - арр. З. Тимотић)
3. Данима 
(Х. Алијевић - Љ. Цебаловић - арр. З. Тимотић, Beat Street)
4. Било чија 
(З. Тимотић - В. Петковић - арр. З. Тимотић)
5. Отров и мелем 
(Традиционал - Баша - Д. Абадић)
6. Остављени 
(З. Тимотић - В. Петковић - арр. З. Тимотић)

#### Б Страна
1. Да ли знаш 
(Д. Брајовић - Д. Брајовић - арр. З. Тимотић)
2. Нема те нема 
(Dream Team - Н. Преочанин - арр. Dream Team)
3. Још си мени драг 
(С. Симеуновић - С. Симеуновић - арр. З. Тутуновић)
4. Нема ватре 
(З. Тимотић - Д. Брајовић - арр. З. Тимотић)
5. Када те угледам 
(Д. Брајовић - Д. Брајовић - арр. З. Тимотић)
6. Бог зна 
(Катана С. Цици - Ј. Катана - арр. Катана С. Цици)